# Муравьёв-Апостол, Сергей Иванович
Серге́й Ива́нович Муравьёв-Апо́стол (23 октября (3 ноября) 1795, Санкт-Петербург, Российская империя — 13 (25) июля 1826, там же) — российский военнослужащий, подполковник, один из руководителей движения декабристов.
Сергей Иванович был сыном Ивана Матвеевича Муравьёва-Апостола, сделавшего карьеру придворного и дипломата при Екатерине II и Павле I. Начальное образование он получил во Франции, в Россию впервые приехал в 12 лет. 
В 1812 году (в 17 лет) прервал обучение в институте Корпуса инженеров путей сообщения и поступил в действующую армию. Участвовал в Отечественной войне и заграничном походе русской армии, был награждён за храбрость, проявленную на Березине, при Лютцене и во время взятия Парижа. Вернувшись в Россию, Муравьёв-Апостол продолжил карьеру в гвардии: к 1820 году он был капитаном гвардии. После восстания Семёновского полка был переведён в армию в чине подполковника, но без права на отставку и отпуск. Командовал батальоном в составе Черниговского полка.
Муравьёв-Апостол стоит у истоков движения декабристов. Он был в числе первых членов «Союза спасения» (1816) и «Союза благоденствия» (1818), а позже — одним из руководителей «Южного общества» наряду с Павлом Пестелем и своим ближайшим другом Михаилом Бестужевым-Рюминым. Установил связь с польским «Патриотическим обществом» и «Обществом соединённых славян». Когда стало известно о неудачном восстании декабристов в Санкт-Петербурге, Муравьёв-Апостол был арестован, но тут же освобождён своими сторонниками. Он возглавил восстание Черниговского полка (29 декабря 1825 года). Уже 3 января 1826 года мятежники были разбиты, их командира, тяжело раненого, арестовали на поле боя. Он был осуждён «вне разрядов» и приговорён к четвертованию, которое заменили на повешение. Приговор был приведён в исполнение 13 июля 1826 года близ Петропавловской крепости.

## Происхождение
Сергей Иванович Муравьёв-Апостол принадлежал к старинному дворянскому роду Муравьёвых, первые упоминания о котором относятся к эпохе Ивана III. В 1488 или 1489 году двое рязанских детей боярских, братья Олуповские/Алаповские Есип Васильевич по прозвищу Пуща (родоначальник Пущиных) и Иван Васильевич по прозвищу Муравей, получили поместья в Новгородской земле. Известно, что в 1500 году четверо сыновей Ивана и их двоюродный брат владели в общей сложности тринадцатью деревнями в Водской пятине. В последующие века представители сильно разветвившегося рода несли военную службу московским князьям и царям как рядовые помещики. Так, Фёдор Максимович Муравьёв (правнук родоначальника) был новгородским городовым дворянином во времена Смуты и получил вотчину за отличие в боях со шведами; его троюродного брата Ивана Никитича враги сожгли после взятия Новгорода в 1611 году. Сын Фёдора Максимовича Пимен участвовал в следующей русско-шведской войне, при царе Алексее, и в 1657 году находился в плену в Риге.
Возвышение этой ветви Муравьёвых началось с внука Пимена — Артамона Захарьевича (умер в 1745 году), ставшего при Петре I офицером регулярной армии. Он занимал должность ландрата в своём уезде и дослужился до полковника. В доме его тестя в Кронштадте, полковника Петра Ивановича Островского, неизменно останавливался Пётр I, когда приезжал в крепость. «И я удостоился быть носим на его руках», — вспоминал позже сын Артамона Захарьевича, Матвей Артамонович Муравьёв (родился в 1711 году, дата смерти неизвестна). Последний выбрал карьеру военного инженера, участвовал в русско-шведской войне 1741—1743 годов и Семилетней войне, дослужился до генерал-майора, а уйдя на покой в 1778 году, написал мемуары, остававшиеся, правда, неизданными последующие 200 лет. Его сын, Иван Матвеевич (отец Сергея Ивановича), родившийся в 1762 году, сделал блестящую карьеру придворного и дипломата. В 1790-е годы он снискал благосклонность одновременно Екатерины II и Павла Петровича, некоторое время занимал должность воспитателя великих князей Александра и Константина, позже был посланником в нескольких европейских столицах.
В историю вошли многие сородичи Сергея Ивановича, жившие в одну с ним эпоху или несколько позже. В их числе декабристы Артамон Захарович (двоюродный брат), Александр Михайлович и Никита Михайлович (троюродные братья); правитель Русской Америки в 1820—1825 годах Матвей Иванович (двоюродный брат); военачальники и государственные деятели Николай Николаевич Муравьёв-Амурский, Николай Николаевич Муравьёв-Карсский и Михаил Николаевич Муравьёв-Виленский (более дальние родственники) и многие другие. Ещё один декабрист, Михаил Лунин, приходился Сергею Ивановичу троюродным братом, так как его мать была из Муравьёвых.
По женской линии Сергей Иванович приходился праправнуком гетману левобережной Украины Даниилу Апостолу: Матвей Артамонович Муравьёв женился на внучке гетмана, Елене Петровне, причём увёз её из дома без согласия родителей. Последние не признали этот брак и оставили дочь без приданого. Однако в 1796 году Иван Матвеевич Муравьёв восстановил родственные отношения со своим двоюродным братом, Михаилом Даниловичем Апостолом; тот, не имея детей, сделал кузена наследником имений и фамилии. С 1801 года Иван Матвеевич, его жена и дети именовались с императорского разрешения Муравьёвыми-Апостолами.
Матерью Сергея Ивановича была Анна Семёновна Черноевич, дочь генерала сербского происхождения Семёна Черноевича, находившегося сначала на австрийской, а потом на русской службе. По линии матери она приходилась внучкой одной из сестёр Скороходовых — незнатных дворянок, обязанных своим возвышением брату, слепому бандуристу, игру которого любила слушать императрица Елизавета Петровна. Анна Семёновна родила семерых детей: Елизавету (1791, жену графа Франца Петровича Ожаровского), Матвея (1793), Екатерину (1795, жену Иллариона Михайловича Бибикова), Сергея (1796), Анну (1797, жену Александра Дмитриевича Хрущёва), Елену (1799, жену Семёна Васильевича Капниста) и Ипполита (1806).
Имущественное положение семьи
В начале XVIII века Муравьёвы были ещё достаточно бедны: Матвей Артамонович упоминает в своих мемуарах «малоимение имущества», из-за которого его семья перебралась из Кронштадта в деревню. К концу того же века ситуация заметно изменилась. Благодаря продвижению по службе Муравьёвы стали крупными помещиками. Во владении Ивана Матвеевича были земли в Новгородской, Рязанской и Тамбовской губерниях, причём только в двух последних насчитывалось 2500 крепостных душ. Михаил Данилович Апостол в 1806 году передал кузену деревню Бакумовка на Полтавщине, а после его смерти в 1816 году наследник получил и другие обширные владения на Украине с усадьбой Хомутец под Миргородом. Всего в этом регионе Иван Матвеевич владел 13 тысячами десятин земли и 4 тысячами крепостных; это его имущество оценивалось в полтора миллиона рублей.
Однако денег Муравьёвым-Апостолам постоянно не хватало. Иван Матвеевич жил на широкую ногу, из-за чего постоянно залезал в долги (только опекунскому Совету он задолжал к 1826 году 132 400 рублей). Остальные члены семьи вынуждены были постоянно просить у него денег, и, по-видимому, эти просьбы не всегда удовлетворялись.
«Совершенное безденежье заключает меня в Фастове, — пишет Сергей Иванович отцу 6 декабря 1821 года, — и вынуждает просить Вас о подкреплении. Не лучше было бы для Вас, любезный папенька, назначить мне годовую сумму, которую я бы получал в два или три срока? Я знаю, что дела Ваши расстроены, и довольствовался бы всем тем, что Вы мне назначили, а теперь я должен слишком часто беспокоить Вас просьбами моими». Не получая должный отклик, Муравьёв-Апостол-младший был вынужден довольствоваться жалованьем, а при его нехватке обращаться к ростовщикам. Известно, что только одному из васильковских ростовщиков он был должен к концу 1825 года 1200 рублей.

## Биография
Сергей Иванович Муравьёв (Муравьёвым-Апостолом он стал на шестом году жизни) появился на свет 23 октября 1795 года, в конце правления Екатерины II. Это произошло в Санкт-Петербурге, в доме друга семьи, протоиерея Андрея Афанасьевича Самборского. Взошедший вскоре на престол Павел I отправил Ивана Муравьёва посланником («министром-резидентом») в Ойтин, ко двору герцога Ольденбургского и епископа Любекского. В 1798 году Муравьёв стал послом в вольном городе Гамбург, в 1800 — в столице Дании Копенгагене.
Детство вместе со старшим братом Матвеем он провёл в Париже; учился в парижском пансионе Хикса; показал блестящие способности и трудолюбие; сочинял стихи на французском и латинском языках. С 1809 года — в России. Осенью 1810 года оба брата были приняты в открывшийся петербургский институт Корпуса инженеров путей сообщения. Отечественная война 1812 года прервала обучение; большинство воспитанников, произведённых в 1811 году в прапорщики, находились в 1812 году в действующей армии. Сергей Иванович Муравьёв-Апостол под начальством инженер-генерала Петра Ивашева участвовал в сражениях при Витебске, Бородине, Тарутине, Малоярославце; был в отряде генерал-адъютанта графа Ожаровского в сражении под Красным. Был награждён золотой шпагой «За храбрость» (Березина) и орденом Святой Анны 3-й степени.
В отличие от брата Матвея, Сергей вернулся — уже поручиком (17.12.1812) — в институт Корпуса инженеров путей сообщения, чтобы окончить курс обучения. Весной 1813 года состоялся первый выпуск военных инженеров. После этого Сергей Иванович Муравьёв-Апостол вернулся в действующую армию и принял участие в заграничном походе русской армии — в батальоне великой княгини Екатерины Павловны принимал участие в сражениях при Лютцене (орден Святого Владимира 4-й ст. с бантом), Бауцене, Лейпциге, Фер-Шампенуазе, Париже (орден Св. Анны 2-й ст.). В 1814 году в чине капитана находился при генерале от кавалерии Николае Раевском — был ординарцем при начальнике авангарда; возвратился в Россию с гренадерским корпусом под командованием генерал-лейтенанта Паскевича. В марте 1815 года был переведён поручиком в лейб-гвардии Семёновский полк. Его брат Матвей вспоминал, что Сергей «вознамерился оставить на время службу и ехать за границу слушать лекции в университете, на что отец не дал своего согласия». Со 2 февраля 1817 года — штабс-капитан, с 15 декабря 1819 года — капитан. После восстания Семёновского полка (командир 3-й роты) был переведён со 2 ноября 1820 года подполковником в Полтавский пехотный полк, а затем, 16 мая 1822 года — в Черниговский пехотный полк, командиром 2-го батальона в Василькове Киевской губернии.
В 1817—1818 годах состоял в масонской ложе «Трёх добродетелей»: член — со 2 января 1817 года, обрядоначальник — с 14 июня 1817 года; вышел из ложи 22 декабря 1818 года.
Был в числе основателей «Союза спасения» и «Союза благоденствия», а затем одним из наиболее деятельных членов Южного общества — был одним из директоров, главой Васильковской управы; установил связь с польским Патриотическим обществом и Обществом соединённых славян. Соглашался на необходимость убийства царя. Вёл успешную пропаганду среди солдат, являлся одним из предводителей декабристов.
Стал ключевой фигурой восстания Черниговского полка. Был арестован подполковником Гебелем 29 декабря 1825 года. Вторично арестован на поле боя 3 января 1826 года, когда был тяжело ранен картечью в голову. Доставлен закованным в кандалы: сначала — в Могилёв (10 января 1826), затем в Петербург (19 января 1826). Ночью 21 января 1826 года был помещён в Петропавловскую крепость (в № 8 Алексеевского равелина).
Осуждён вне разрядов и 11 июля 1826 года приговорён Верховным уголовным судом к четвертованию, впоследствии заменённому на повешение. Казнён на рассвете 13 (25) июля 1826 года в Петропавловской крепости. Был одним из трёх казнённых, у кого верёвка оборвалась (как и остальные, был повешен повторно). Ему чаще всего приписывают слова: «Бедная Россия! И повесить-то порядочно у нас не умеют!».
Точное место погребения Сергея Муравьёва-Апостола, как и других казнённых декабристов, неизвестно. По одной из версий, похоронен вместе с другими на острове Голодае.

## Художественный образ
В кино роль Сергея Муравьёва-Апостола исполняли:
- «Звезда пленительного счастья» (1975) — Юрий Родионов
- «Союз спасения» (2019) — Леонид Бичевин